# Eldred Pottinger

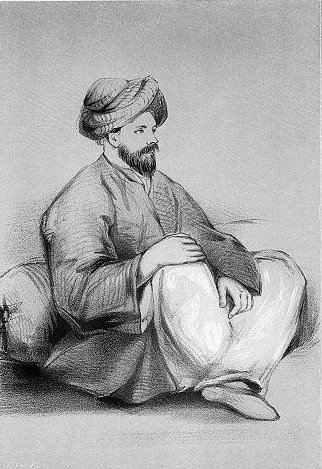
Major Eldred Pottinger CB, Bombay Artillery, um 1840

Eldred Pottinger CB (* 12. August 1811; † 15. November 1843 in Hongkong) war Offizier in der Artillerie der Britischen Ostindien-Kompanie, Diplomat und Abenteurer. Er wurde bekannt als „Held von Herat“.

## Leben
Der Neffe Sir Henry Pottingers erhielt seine Erziehung an der Kadettenanstalt der Ostindien-Kompanie in Addiscombe, ging 1827 als Artillerieoffizier nach Bombay und wurde schließlich politischer Offizier im Stab seines Onkels in der Residentur in Sindh. Von hier aus unternahm er 1837, verkleidet als einheimischer Pferdehändler, eine abenteuerliche Aufklärungsreise an die Nordwestgrenze Britisch-Indiens, die ihn über Kabul schließlich nach Herat führte. Als die Stadt mit russischer Hilfe und Beratung von persischen Truppen belagert wurde, bot Pottinger dem Emir von Herat, Schah Kamran, und seinem Wesir Yar Mahomed seine Dienste an. Ihm wurde die Verteidigung übertragen und es gelang, die Stadt zu halten. Pottinger wurde zum politischen Agenten in Herat ernannt, erhielt den Brevet-Rang eines Majors und wurde als Companion in den Order of the Bath aufgenommen. Er blieb bis September 1839 in Herat und ging dann nach Kalkutta.
1841 wurde Pottinger zum politischen Agenten in Kohistan, nördlich von Kabul, ernannt. Als sich der afghanische Widerstand gegen die britische Besatzung im Dezember 1841 verstärkte (→ Erster Anglo-Afghanischer Krieg), suchte er Zuflucht in Tscharikar, wo eine Abteilung Gurkhas stationiert war. Der Auslöschung der Garnison durch die Afghanen konnte er gemeinsam mit einem weiteren Offizier, Lieutenant Houghton, durch die Flucht nach Kabul entkommen. Für seine bei der Verteidigung von Tscharikar erlittenen Verwundungen erhielt er eine Entschädigung in Höhe eines Jahresgehalts.
In Kabul angekommen, war auch dort die Lage unhaltbar geworden. Anstelle des ermordeten britischen Gesandten Sir William Macnaghten verhandelte Pottinger mit dem afghanischen Befehlshaber Akbar Khan die Kapitulationsbedingungen. General Elphinstone übergab die Stadt und machte sich mit seinen Truppen und 12.000 Zivilisten auf den desaströsen Rückzug nach Dschalalabad. Pottinger blieb mit zwei weiteren Offizieren, George Lawrence und Colin Mackenzie, als Geisel zurück und verbrachte mehrere Monate in afghanischer Gefangenschaft, bis es der Entsatzarmee unter General George Pollock gelang, die Geiseln zu befreien.
Nach seiner Befreiung wurde Pottinger vor eine Untersuchungskommission gestellt, aber freigesprochen. Er reiste dann nach China, um seinen Onkel zu besuchen, der inzwischen Gouverneur von Hongkong war. Dort starb er, 32-jährig, im November 1843 am Fieber. Die Ostindien-Kompanie zahlte seiner Stiefmutter eine Rente von 100 Pfund Sterling.